# Heiligenstein
 Heiligenstein es una comuna y población de Francia, en la región de Alsacia, departamento de Bajo Rin, en el distrito de Sélestat-Erstein y cantón de Barr. Tiene una población de 974 habitantes (según censo de 2006) y una densidad de 244,11 h/km². Está integrada en la Communauté de communes du Piémont de Barr.
Su nombre significa piedra santa.

## Demografía
| 580                        | 608 | 694 | 728 | 730 | 861 |
| (Fuente: [cita requerida]) |     |     |     |     |     |

La población provisional publicada por el INSEE para 2006 fue de 974 habitantes

## Monumentos
- Ruinas de la abadía de Truttenhausen.
- Castillo de Landsberg.